# Rosa 'Cuisse de nymphe' émue
La rosa 'Cuisse de Nymphe émue' (el nombre de la obtención registrada 'Cuisse de Nymphe émue') es un cultivar de rosas antiguas de jardín que fue conseguido en Francia en 1835 por el rosalista francés Vibert.
Es una de las rosas más conocidas del mundo. Esta es una variedad de la rosa Cuisse de Nymphe de la que se distingue especialmente por el color de la flor de un rosa carne más intenso.

## Descripción
Este es un rosal de porte arbustivo vigoroso de una altura aproximada de 1,5 metros.
La flor tiene un color dual con innumerables pétalos con forma de volantes, un color Rosa con el suficiente rubor de carne más intenso en el centro, pálido en los bordes y es muy fragante. 
Es una variedad de Rosa ×alba (rosa blanca). Por lo que también es conocida con los nombres comunes de Rosa ×alba 'Incarnata', 'Belle Thérèse', 'Rosier Blanc Royal', 'La Royale' y en inglés Great Maiden’s Blush que son a veces utilizados indiferentemente por Rosa ×alba 'Incarnata', 'Cuisse de Nymphe' y 'Cuisse de Nymphe émue'.

## Color
El nombre de la flor también se emplea para designar un tipo determinado de color, en inglés hotpink.